# كولن ريتشاردسون
كولن ريتشاردسون (بالإنجليزية: Colin Richardson)‏ (6 يونيو 1920 في أستراليا - 22 ديسمبر 1993) هو لاعب كريكت أسترالي. لعب مع فريق تسمانيا للكريكت.

## وصلات خارجية
- كولن ريتشاردسون على موقع إي آس بي آن كريك إنفو (الإنجليزية)